# Друзин, Владимир Михайлович

Памятник воинам Уральского добровольческого танкового корпуса

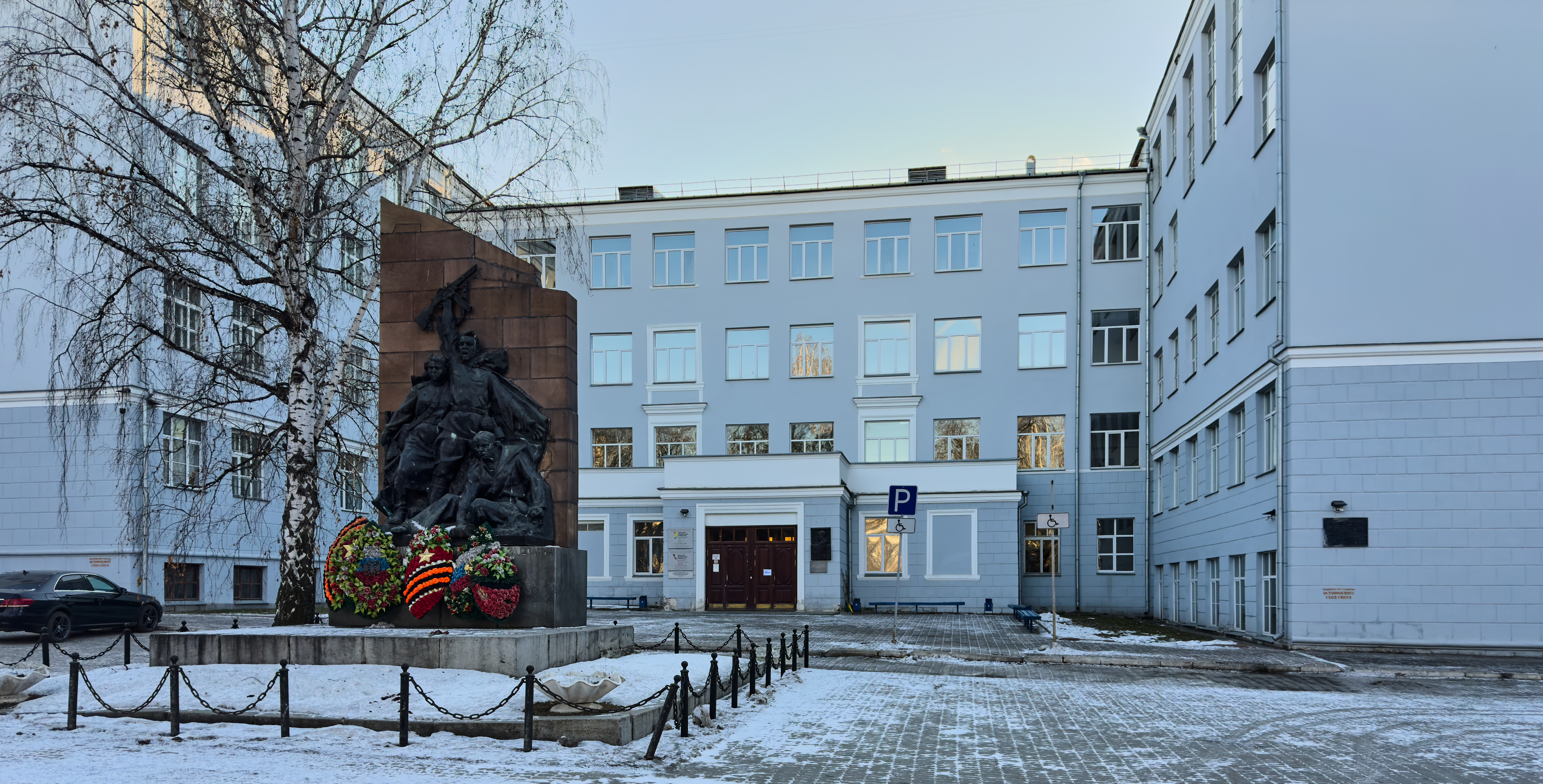
Памятник студентам, преподавателям и сотрудникам УПИ, погибшим в Великой Отечественной войне около 3-го корпуса УГТУ

Владимир Михайлович Друзин (1927—1966) — советский скульптор и педагог; автор портретов из мрамора, гипса, бронзы и гранита.

## Биография
Родился 18 ноября 1927 года в Свердловске в семье рабочих Верх-Исетского металлургического завода.
В 1949 году окончил Свердловское художественное училище, где его дипломной работой была композиция «Допрос партизанки». В 1949—1952 годах преподавал в Свердловском художественно-ремесленном училище № 42.
В 1952—1958 годах Друзин продолжил своё образование в Московском художественном институте им. В. И. Сурикова — учился у Н. В. Томского и Б. И. Яковлева. Здесь его дипломной работой стала композиция на тему Сталинградской эпопеи «Не пройдешь!» (руководитель М. Г. Манизер). Итогом дальнейшей разработки этой темы явилась скульптурная группа «За Волгой земли нет!» (бронза, 1959). В 1959—1960 годах преподавал в Свердловском художественном училище.
Умер 28 сентября 1966 года в Свердловске. Похоронен на Широкореченском кладбище города.

## Труды
Многие работы скульптора посвящены теме Великой Отечественной войны. Среди них — памятник студентам, преподавателям и сотрудникам Уральского Политехнического института, погибшим на фронте (1961), а также в совместная работа со скульптором П. А. Сажиным и архитектором Г. И Белянкиным по созданию памятника Уральскому добровольческому танковому корпусу (1962). 23 февраля 1962 года газета «Вечерний Свердловск» писала:

«Свердловск украсился ещё одним произведением монументальной скульптуры — памятником воинам Уральского добровольческого танкового корпуса. На привокзальной площади города был открыт величественный монумент, созданный руками архитекторов В. М. Друзина, П. А. Сажина, архитектора Г. И. Белянкина, художника-монументалиста В. З. Беляева. Он посвящен бессмертной славе воинов Уральского добровольческого танкового корпуса, героически сражавшихся в годы Великой Отечественной войны за честь, свободу и независимость нашей Родины».

Другие работы Друзина на тему войны — «Солдат с винтовкой у плуга», «Воин-кузнец», «Демобилизованный вернулся к полям» и другие.
Также известны его скульптуры: «Полевая хирургия», посвященная хирургу Н. И. Пирогову, «Рудознатец» (1955), «Ваня» (1955), «Побег с каторги» (1955), «Партизан» (1956). Среди скульптурных портретов: Я. М. Свердлов, В. И. Ленин, космонавт Юрий Гагарин, военный летчик В. Шадрин, свинарка М. Спиридонова, дважды Герой Социалистического Труда Мария Козленко, мастера спорта Лидия Скобликова, Валентина Стенина, летчик В. А. Биркин. Последняя работа В. М. Друзина — портрет академика И. В. Курчатова — была закончена его коллегами-скульпторами.